# Edward Carey
Edward Carey (North Walsham, aprile 1970) è uno scrittore, drammaturgo e illustratore britannico.

## Biografia
Carey come suo padre e suo nonno, ha frequentato il collegio nautico di Pangbourne ma, a differenza di questi, una volta diplomatosi, non ha intrapreso la carriera militare nella Royal Navy, unendosi invece al National Youth Theatre e frequentando l'Università di Hull studiando drammaturgia.
Da giovane Carey, subito dopo l'università, ha svolto vari lavori a Londra: la maschera in un teatro del West End, l'archivista di un chirurgo plastico e guardiano al museo delle cere di Madame Tussauds, attività quest'ultima che ha usato come fonte d'ispirazione per il romanzo storico Little.
Nel 2006, dopo aver risieduto in molte città europee, si è permanentemente spostato negli Stati Uniti, dove ha insegnato nell'Università del Texas ad Austin. Nel 2016 gli è stato assegnato il Premio Fernanda Pivano e nel 2019 ha ricevuto il premio Guggenheim Fellowship dalla John Simon Guggenheim Memorial Foundation.
È sposato con la scrittrice Elizabeth McCracken.

## Opere

### Romanzi
- 2000: Observatory Mansions.
- 2003: lva e Irva. Le gemelle che salvarono una città (Alva & Irva: The Twins Who Saved a City).
- 2018: Piccola (Little).
- 2018: Nel ventre della balena (In the Belly of the Whale, pubblicato anche come The Swallowed Man).
- 2023: Edith Holler.

### La trilogia degli Iremonger
Compongono questa serie di urban fantasy i tre romanzi:
- I segreti di Heap House (Heap House, 2014), traduzione di Sergio Claudio Perroni, Bompiani, 2015
- Foulsham (2014), traduzione di Sergio Claudio Perroni, Bompiani, 2015
- Lombra (Lungdon, 2015), traduzione di Sergio Claudio Perroni, Bompiani, 2016

### Drammaturgia
Carey ha scritto numerose sceneggiature teatrali, compresi gli adattamenti dei romanzi Il piccione di Patrick Süskind e Pinocchio in Venice di Robert Coover. Le sue pièce teatrali comprendono Sulking Thomas e Captain of the Birds. Ha collaborato con Eddin Khoo nell'adattamento per il tradizionale teatro delle ombre giavanese Wayang Kulit del Macbeth.

### Illustrazioni
Carey illustra personalmente i suoi libri, tentando di adattare la grafica dei disegni allo stile del romanzo, conducendo l'attività di illustrazione contemporaneamente a quella di scrittura della storia. Le sue opere sono state in mostra nel 2015 a Milano, nel 2016 a Firenze
Nel 2021 ha pubblicato il volume Disegni. 500 giorni a matita, un portfolio di 500 sue opere disegnate durante il lockdown della pandemia di COVID-19.